# Titan A.E.
Pour les articles homonymes, voir Titan.
Pour plus de détails, voir Fiche technique et Distribution.
Titan A.E. ou Titan après la Terre au Québec est un film d'animation de Don Bluth et Gary Goldman, pour les studios Fox Animation Studios et 20th Century Fox, sorti en 2000.
Bien que novateur et bénéficiant d'une réalisation soignée (il s'agit d'un mélange d'images de synthèse et d'animation traditionnelle en 2D), le film fut un échec financier, et entraîna la fermeture de Fox Animation Studios.

## Synopsis
En l'an 3028, l'humanité fait une découverte capitale dans le domaine de la terraformation : ce projet, baptisé Titan, ouvre de nouvelles possibilités extraordinaires. Mais une race de créatures extraterrestres composées d'énergie pure, les Drej, y voient au contraire une menace pour leur suprématie et en réponse attaquent et détruisent la Terre, ne laissant qu'une poignée d'humains condamnés à errer dans le Cosmos.
Cale Tucker, un jeune garçon, fils de l'initiateur du projet Titan et séparé de son père lors de l'exode, a grandi sur Tau-14, une colonie de ferrailleurs misérables. Quinze ans plus tard, il est devenu un jeune adulte aigri, hâbleur et en rébellion permanente contre l'autorité. Lors d'une rixe avec deux brutes locales, Cale est secouru par Joseph Korso, un ancien militaire qui travailla autrefois aux côtés de son père. Ce dernier ayant pris la fuite à bord du vaisseau Titan lors de l'attaque de la Terre, la mission de Korso consiste à retrouver sa trace car cet engin spatial constitue peut-être l'ultime espoir d'une humanité décadente...
Après un moment d'hésitation, Cale accepte finalement de se joindre à lui, et rejoint son équipage hétéroclite, formé de Preed, l'Akrénnien sournois et beau-parleur, Stith, la Mantrine experte en armement, impétueuse mais loyale, Gune, l'astrogateur gaffeur et fantasque, et enfin Akima, une ravissante et intrépide pilote. Cale possède en lui une carte permettant de retrouver le vaisseau Titan. Mais la quête du Titan ne sera pas de tout repos, sans compter que les Drej sont à leurs trousses.
Le premier objectif du groupe est de pouvoir déterminer la route à emprunter pour rejoindre Titan. Mais pour pouvoir lire la carte le groupe se rend sur une planète peuplée de créatures volantes. Ces dernières réussissent à indiquer la constellation où est caché Titan. Mais les Drej arrivent et enlèvent Cale et Akima. Le reste du groupe partent à leur poursuite. Pendant ce temps, Akima, n'ayant aucune importance, est éjectée du vaisseau Drej et est rapidement retrouvée. Mais les Drej réussissent à lire la carte de Cale. Emprisonné, Cale réussit quand même à s'évader et à rejoindre le reste du groupe.
Mais au cours du voyage, Cale découvre la trahison de Korso pour les Drej (avec la complicité de Preed). Cale prend la fuite et se retrouve avec Akima sur un cargo abandonné qui sert de refuge pour des réfugiés humains en attendant d'avoir un chez eux. Tous deux se remettent en route pour Titan.
Le vaisseau Titan est caché dans un champ de glace en collision. Cale et Korso jouent au chat et à la souris dans ce champ, Cale essayant de ne pas se faire repérer par Korso. Cale rejoint le vaisseau Titan avec Akima où il découvre un message posthume de son père lui expliquant la procédure de mise en route pour la terraformation d'une nouvelle planète Terre, mais il faut une nouvelle source d'énergie. À ce moment-là, arrive Korso qui annonce que l'humanité est finie et vouée à disparaitre. Mais celui-ci se fait trahir à son tour par Preed qui annonce l'arrivée des Drej venus détruire Titan. Mais Cale vient d'avoir une idée : utiliser les Drej comme source d'énergie pour alimenter Titan. Après avoir éliminé Preed, Korso tente d'empêcher d'actionner les coupes circuits pour charger le vaisseau lors de l'attaque des Drej, en vain. Un des coupe-circuits est défaillant et Cale doit sortir dehors, alors que le reste du groupe défend de leur mieux contre les Drej. Cale est rejoint par Korso, qui s'est repenti, pour se sacrifier en actionnant le coupe-circuit défaillant, tandis que les Drej actionnent leur arme de destruction sur Titan. Cale a tout juste le temps d'actionner in extremis la mise en route de Titan. Cela aura pour effet d'absorber les Drej et commencer la formation d'une nouvelle planète Terre. Une fois la planète formée, Cale et Akima ont une discussion au sol, tandis que les réfugiés humains rejoignent ce nouveau monde, baptisé Bob par Cale.

## Fiche technique
- Titre original et français : Titan A.E. (pour Titan After Earth)
- Titre québécois : Titan après la Terre
- Réalisation : Don Bluth, Gary Goldman et Art Vitello (pour certaines scènes)
- Scénario : Ben Edlund, John August et Joss Whedon d'après l'histoire de Hans Bauer (en) et Randall McCormick
- Pays d'origine :  États-Unis
- Langue : anglais
- Genre : animation, science-fiction
- Dates de sortie : 13 juin 2000 (États-Unis), 18 octobre 2000 (France)
- Durée : 94 minutes

## Distribution

### Voix anglaises
- Matt Damon : Cale Tucker
- Drew Barrymore : Akima
- Bill Pullman : Korso
- Nathan Lane : Preed
- John Leguizamo : Gune
- Janeane Garofalo : Stith
- Tone Loc : Tek
- Jim Breuer : Le cuisinier
- Ron Perlman : Sam Tucker
- Roger L. Jackson : le premier alien

### Voix françaises
- Damien Boisseau : Cale Tucker
- Marjolaine Poulain : Akima
- Patrick Floersheim : Korso
- Jean-Luc Kayser : Preed
- Daniel Lafourcade : Gune
- Marie Vincent : Stith
- Thierry Wermuth : Le cuisinier
- Isabelle Leprince : Reine Drej
- Jacques Frantz : Sam Tucker
- Adrien Prigent : Cale, jeune

### Voix québécoises
- Martin Watier : Cale
- Isabelle Leyrolles : Akima
- Mario Desmarais : Korso
- Manuel Tadros : Gune et Tek
- Benoit Rousseau : Preed
- Johanne Garneau : Stith
- Daniel Picard : Dr Sam Tucker
- Élise Bertrand : La reine Drej
- Xavier Morin-Lefort : Jeune Cale
- Robert Vézina : Cuisinier

## Réception critique
L'année de sa sortie en France, Première lui accorde deux étoiles, affirmant que le film n'est pas un ratage complet tout en saluant l'utilisation d'images de synthèse inaugurant une nouvelle ère technique de l'animation.

## Caractéristiques financières
Le film Titan A.E. fut un échec financier. Un important budget de production a été investi pour de maigres recettes.
- Budget de production : 75 000 000 $
- Recettes mondiales : 36 754 634 $
- Recettes États-Unis : 22 753 426 $
- Nombre d'entrées aux États-Unis : 4 221 000
- Nombre d'entrées en France : 205 672

## Bande originale
- Over My Head - Lit
- The End Is Over - Powerman 5000
- Cosmic Castaway - Electrasy
- Everything Under the Stars - Fun Lovin' Criminals
- It's My Turn to Fly - The Urge
- Like Lovers (Holding On) - Texas
- No Quite Paradise - Bliss
- Everybody's Going to the Moon - Jamiroquai
- Karma Slave - Slashdown
- Renegade Survivor - The Wailing Souls
- Down to Earth - Luscious Jackson